# 朱佶㷆
沁源恭定王朱佶㷆（1412年4月13日—1449年），明朝瀋简王朱模庶八子，余氏所生。明太祖之孙。明朝第一代沁源王。

## 生平
宣德元年（1426年）九月，朝廷為朱佶㷆以及瀋府、魯府、唐府等的郡王鍍金銀印各一。
宣德三年（1428年）三月，明宣宗命丰城侯李贤、通政使司右参议何怀煇为正副使，持节封朱佶㷆为沁源王。
宣德四年（1429年）五月，朱模奏朱佶㷆選潞城縣知縣黃珷的女兒為妃，但黄珷先前因事謫戍懷來，现在婚期已近，请求暂时令黄珷回来主婚，婚后再回謫所。明宣宗命行在兵部免去黄珷的謫戍，恢复其知縣官职，但不让他处理潞城縣事务，令他随同朱佶㷆居住。宣宗看着侍臣说这是不得已為了亲戚违背法度。六月，命行在禮部尚書兼華蓋殿大學士張瑛、工科左給事中薛廣為正副使，持節冊封黄氏為沁源王妃。
宣德九年（1434年）六月，朝廷给朱佶㷆及其兄陵川王朱佶煃、平遥王朱佶煟、黎城王朱佶燏、稷山王朱佶焆、沁水王朱佶熅岁禄各二千石，米钞各半，由山西布政司仓库支用。宣德十年（1435年）十月，朱佶㷆的兄长瀋康王朱佶焞为弟弟们奏请委派教授，以讲授经书，英宗命行在吏部拣选才学老成者担任。
正統十三年（1448年）十二月，朱佶㷆奏長子朱幼埼已選擇潞州民女鮑氏為妻，鮑氏三歲時其父鮑友才就去世了，由伯父鮑友榮撫養，請求賜鮑友榮冠帶。明英宗不允許，命禮部告知各王府，今後不許為王妃、夫人的叔伯兄弟求官職，違者治罪，並作為法令。
正統十四年（1449年），朱佶㷆去世。八月，黃妃薨，朝廷令遣官員致祭營葬。
景泰元年（1450年）八月，朱佶焞奏朱佶㷆死后妃眷子女眾多，请求如前赐予祿米以为养赡，获准。
景泰四年（1453年）正月，朱幼埼受册袭封沁源王。八月，因朱佶㷆生前奏请，其次子镇国将军朱幼𡏦的夫人宋氏得以復家。

## 评价
- 《弇山堂别集》卷072：敬順事上，純行不爽。

## 家庭

### 妻妾
- 王妃黄氏，生朱幼埼、肥鄉縣主

### 子孙
- 嫡长子沁源端宪王朱幼埼
- 次子鎮國將軍朱幼𡏦，正统九年（1444年）三月赐名，[15]景泰三年（1452年）十月，給歲祿一千石，米鈔各半。[16]夫人宋氏，守寡后于成化三年（1467年）二月获赐食米每年五十石[17]
  - 长子輔國將軍朱詮鍏，景泰六年（1455年）十月赐名[18]
    - 庶第三子朱勛灝，弘治十一年（1498年）七月赐名[19]

  - 次子朱詮，天顺七年（1463年）二月赐名[20]
- 三子鎮國將軍朱幼，正统九年（1444年）三月赐名，[15]景泰五年（1454年）四月，給歲祿一千石，米鈔各半。[21]去世后，成化八年（1472年）二月诏命给其子女每年五十石米[22]
- 次女肥鄉縣主（1438年—1463年11月24日），朱幼埼妹，景泰五年（1454年）十月配趙珍，命趙珍為宗人府儀賓，賜誥命鞍馬等物，[23]景泰六年（1455年）十月給夫妇岁禄六百石，其中本色米四百石、折鈔二百石。[18]天顺七年（1463年）十月去世，朝廷遣中官諭祭，命有司治喪葬[24]

有孙輔國將軍朱詮，正德二年（1507年）十月已故。
- 奉國將軍朱勛湀，弘治三年（1490年）十一月赐诰命冠服，[26]正德二年（1507年）十月因刑部奏称其与亡父與惡少年賭博、令其劫财分用，詔降庶人[25]